# Cocktails (album)
Albums de Too $hort
Greatest Hits, Vol. 1: The Player Years, 1983–1988
(1993) Gettin' It (Album Number Ten)
(1996)
Singles
1. Cocktales
Sortie : 1994
2. Paystyle
Sortie : 1995

Cocktails est le sixième album studio de Too $hort, sorti le 24 janvier 1995.
L'album s'est classé 1er au Top R&B/Hip-Hop Albums et 6e au Billboard 200 et a été certifié disque de platine par la Recording Industry Association of America (RIAA) le 6 janvier 1997.

## Liste des titres
| No  | Titre                                               | Contient un (des) sample(s) de                                                       | Durée |
| --- | --------------------------------------------------- | ------------------------------------------------------------------------------------ | ----- |
| 1.  | Ain't Nothing Like Pimpin'                          |                                                                                      | 6:46  |
| 2.  | Cocktales                                           | Freaky Tales de Too $hort California Livin' de Mac Dre featuring Coolio Da Unda Dogg | 6:06  |
| 3.  | Can I Get a Bitch (featuring Ant Banks)             |                                                                                      | 5:12  |
| 4.  | Coming Up $hort                                     |                                                                                      | 5:42  |
| 5.  | Thangs Change (featuring Malik, Jamal et Baby D)    |                                                                                      | 6:07  |
| 6.  | Paystyle                                            | Behind the Wall of Sleep de Black Sabbath                                            | 5:44  |
| 7.  | Giving Up the Funk (featuring The Dangerous Crew)   | Disco to Go des Brides of Funkenstein                                                | 5:14  |
| 8.  | Top Down                                            |                                                                                      | 5:07  |
| 9.  | We Do This (featuring 2Pac, MC Breed et Father Dom) |                                                                                      | 5:52  |
| 10. | Game (featuring Old School Freddy B)                |                                                                                      | 5:16  |
| 11. | Sample the Funk                                     | Funky Worm des Ohio Players                                                          | 6:54  |
| 12. | Don't Fuck for Free                                 |                                                                                      | 3:35  |